# Canthigaster epilampra
Canthigaster epilampra är en fiskart som först beskrevs av Jenkins 1903.  Canthigaster epilampra ingår i släktet Canthigaster och familjen blåsfiskar. Inga underarter finns listade.